# Brassac (Tarn-et-Garonne)
Brassac (okzitanisch Braçac) ist eine französische Gemeinde mit 252 Einwohnern (Stand: 1. Januar 2022) im Département Tarn-et-Garonne in der Region Okzitanien (vor 2016: Midi-Pyrénées). Die Gemeinde gehört zum Arrondissement Castelsarrasin und zum Kanton Valence (bis 2015: Kanton Bourg-de-Visa). Die Einwohner werden Brassacais genannt.

## Geografie
Brassac liegt etwa 37 Kilometer nordwestlich von Montauban an der Séoune. Umgeben wird Brassac von den Nachbargemeinden Bourg-de-Visa im Norden und Nordwesten, Fauroux im Norden und Nordosten, Saint-Nazaire-de-Valentane im Osten und Südosten, Castelsagrat im Süden sowie Montjoi im Westen und Südwesten.
| Jahr      | 1962 | 1968 | 1975 | 1982 | 1990 | 1999 | 2006 | 2013 |
| --------- | ---- | ---- | ---- | ---- | ---- | ---- | ---- | ---- |
| Einwohner | 433  | 368  | 315  | 307  | 261  | 248  | 263  | 255  |

## Geschichte
Das Château de Brassac war dank seiner hervorragenden Verteidigungslage an den steilen Hängen und seiner Lage an der Grenze zwischen Agenais und Quercy von Bedeutung in der Region. Sein Bestehen ist aus dem zwölften Jahrhundert bezeugt, und es war Sitz einer Baronie. Um 1190 gehörte es Vasallen des Herzogs von Aquitanien. Im Zuge der wechselvollen Geschichte gelangte es sodann in die Hände der Engländer, gehörte im Jahr 1200 dem Grafen von Toulouse und kam danach wieder unter englischen Herrschaft.
Bertrand de Galard, Sohn der Éléonore d’Armagnac, huldigte König Heinrich III. von England in den Jahren 1266 und 1291 für diese Burg. Von dort aus ging die Familie Galard de Brassac Allianzen mit den wichtigsten Familien der Umgebung ein. 1508 heiratete François de Galard de Brassac die Jeanne de Béarn. Ihre Nachkommen tragen seitdem den Namen Galard de Béarn de Brassac, wobei das Château de Brassac nur eines von zahlreichen Besitztümern dieser Familie ist.
Das im 15. und 16. Jahrhundert umgebaute Schloss ist heute ein imposantes Bauwerk, das besichtigt werden kann.

## Sehenswürdigkeiten
- Kirche Saint-Séverin
- Schloss Brassac, ursprünglich aus dem 12. Jahrhundert, heutiger Bau aus dem 15./16. Jahrhundert

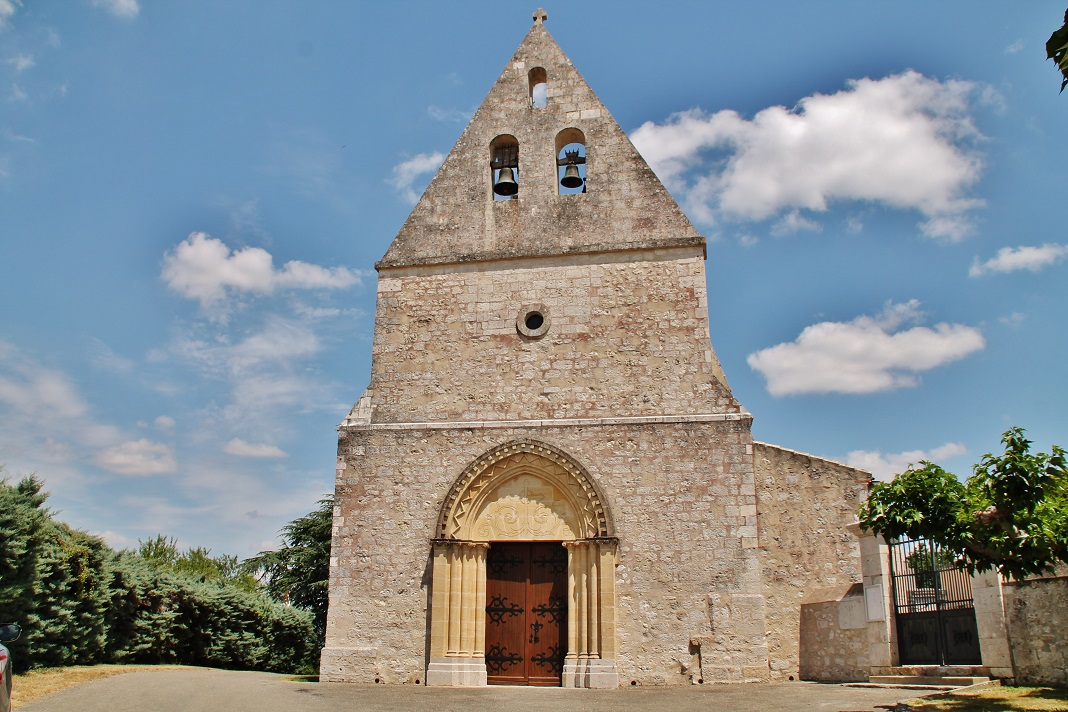
Kirche Saint-Séverin
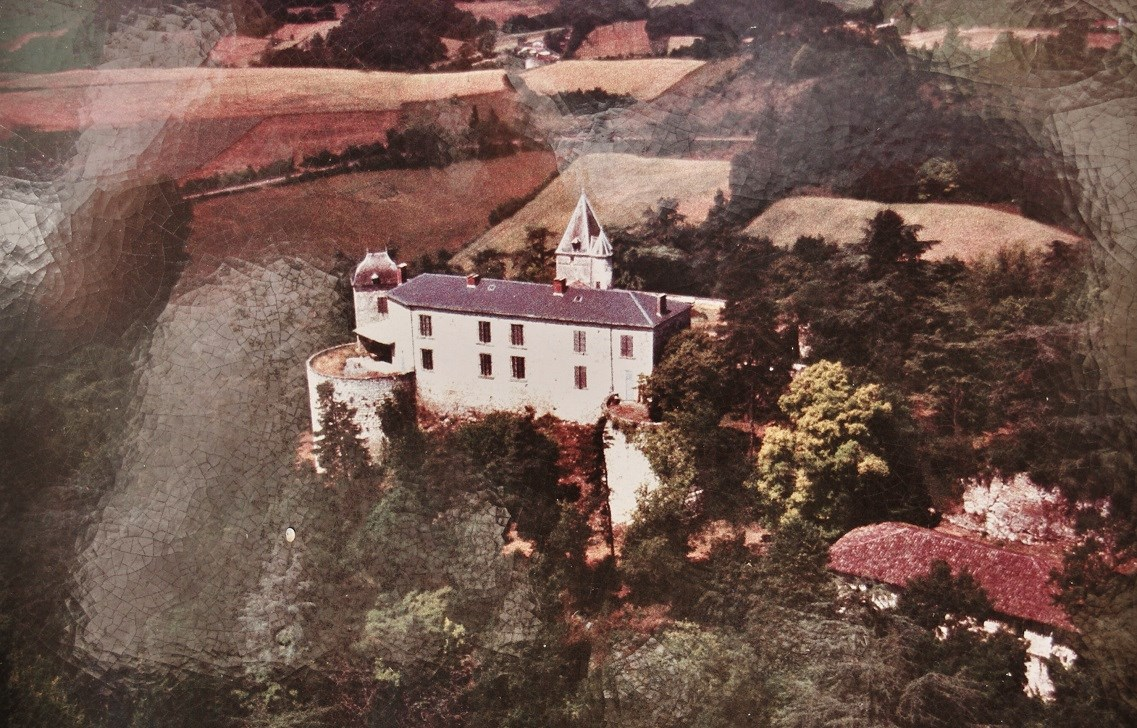
Schloss Brassac